# Operazione sole/Non chiedo più niente per me
Operazione sole/Non chiedo più niente per me è il settantottesimo singolo 45 giri di Peppino di Capri.

## Il disco
Operazione sole è probabilmente la prima canzone italiana ska in assoluto. Tale genere infatti, precursore del reggae, sarebbe divenuto popolare in Europa almeno dieci anni dopo la pubblicazione del disco. Il cantante caprese lanciò questa canzone a Un disco per l'estate 1966, non arrivando tuttavia in finale. Il brano all'epoca non ebbe un grandissimo successo, solo successivamente vista la sua particolarità è stato riscoperto.
Il brano sul lato B e invece un lento di stampo religioso, praticamente il contrario della prima canzone. Anche questo brano rimane tra i meno noti del cantante.
La copertina sul lato A raffigura una spiaggia con dei bagnanti. Sul lato B vi è invece un primo piano di Di Capri. La prima canzone verrà ripubblicata nell'album Girl alcuni mesi dopo. La seconda non verrà più ristampata in nessun album del cantante.
Il disco è stato pubblicato in germania con sul lato B il pezzo La fuga sotto la referenza Columbia Emi C 23 233.

## Tracce
Lato A
- Operazione sole (testo di Mario Cenci, musica di Giuseppe Faiella)

Lato B
- Non chiedo più niente per me (testo di Giovanni Vergnano, musica di Raffaele Cirulli)

## Formazione
- Operazione sole: Peppino di Capri e i suoi Rockers
- Peppino di Capri: voce, pianoforte
- Mario Cenci: chitarra, cori
- Ettore Falconieri: batteria, percussioni
- Pino Amenta: basso, cori
- Gabriele Varano: sax, cori
- Non chiedo più niente per me: Orchestra diretta dal maestro Giampiero Boneschi